# Gilles Villeneuve
Joseph Gilles Henri Villeneuve, conegut com a Gilles Villeneuve (18 de gener de 1950 - 8 de maig de 1982) fou un pilot de Fórmula 1 canadenc.
Entusiasta dels cotxes de competició ja durant la seva infantesa, va començar la seva carrera professional en curses de motos de neu a la seva província natal al Quebec. Posteriorment va passar a córrer a la Formula Atlantic, l'equivalent a la F3 de la ChampCar. Va guanyar els campionats de Formula Atlantic dels Estats Units i el Canadà del 1976, després d'això li va arribar una oferta de Mclaren per córrer el Gran Premi de Gran Bretanya de 1977 i just després va signar per Ferrari, l'escuderia que era campiona del món en aquell moment ja fins al final de la temporada. La seva relació amb Ferrari ja duraria fins a l'any 1982, any de la seva mort. Va guanyar 6 curses en una curta carrera al més alt nivell. L'any 1979 va acabar segon a 4 punts del seu company d'equip i campió de la categoria Jody Schekter.
Villeneuve va morir al xocar a més de 230 km/h amb Jochen Mass, pílot de March Engineering durant els entrenaments lliures del Gran Premi de Bèlgica de 1982. L'accident va ser només dues setmanes després d'una gran discussió amb el seu company d'equip Didier Pironi a causa de l'avançament que aquest va realitzar a Gilles durant el Gran Premi de San Marino de 1982. En el moment de la seva mort Gilles era molt popular entre els periodistes i els aficionats. La seva mort va commocionar la categoria i Gilles va esdevenir una de les icones de l'esport, recordat pel seu pilotatge agressiu i la seva actitud lluitadora.

## Biografia
Villeneuve va néixer a Richelieu, un petit poble de parla francesa de la província del Quebec al Canadà i va créixer al poble de Berthierville. va casar-se amb Joann Barthe l'any 1970 i va tenir-hi 2 fills, Jacques i Melanie. Al principi de la seva carrera Gilles va ser pioner en portar la seva família al motorhome algunes curses, un hàbit que amb el temps han adquirit altres pilots. Sovint ell proclamava haver nascut l'any 1952, això es deu al fet que volia aparentar ser més jove perquè no es considerés que era massa gran per a triomfar a la màxima categoria de l'automobilisme.
Com altres grans pilots de la categoria Villeneuve era una personalitat peculiar. Lauda va escriure d'ell "És el dimoni més boig que mai ha arribat a la Formula 1". El fet és que conduint era un pilot que prenia riscos però malgrat això els altres pilots deien que era just i que el seu pilotatge no posava en perill la integritat dels altres participants. Els qui treballaven amb ell el solen definir com una persona tímida i probablement a causa de tots aquests factors el pilot era extremadament popular.
El seu germà petit, que es deia Jacques com el seu fill era conegut popularment com a "oncle Jacques" i també era pilot. Va competir a la Formula Atlantic i a la CART entre d'altres. El seu fill Jacques va guanyar les 500 milles d'Indianapolis la Champ Car de l'any 1995 i el Campionat de pilots de Fórmula 1 l'any 1997.

### Carrera a la Fórmula 1
Després que Villeneuve impressionés al pilot de McLaren James Hunt al batre'l en una cursa de Formula Atlantic a Trois Rivieres Mclaren va oferir a Villeneuve un contracte per a 5 curses en el seu tercer cotxe l'any 1977. El jove pilot canadenc va debutar doncs al Gran Premi de Gran Bretanya de 1977 on va classificar-se en una notable 9a plaça en el seu Mclaren M23 batent als altres dos pilots de l'escuderia : James Hunt i Jochen Mass. Després de perdre dues voltes per problemes amb el seu cotxe va acabar la cursa en 11è lloc i fent la 5a volta ràpida. Malgrat aquesta aparent bona actuació l'equip Mclaren va decidir prescindir dels seus serveis després d'aquesta cursa, així l'agost de 1977 Villeneuve es va reunir amb Enzo Ferrari i va signar per la Scuderia Ferrari. L'any 1977 també es va produir un mal moment de Gilles a la categoria quan a la cinquena volta del Gran Premi del Japó de 1977 intentant avançar el Tyrrel P34 de Ronnie Peterson va perdre dues rodes que van anar a parar al públic causant la mort de dos espectadors.
Després de debutar per Ferrari ell va declarar que "si algú m'hagués demanat tres desitjos, el primer seria ser un pilot de curses, el segon córrer a la Formula 1 i el tercer córrer per Ferrari."
L'any 1978 Gilles va abandonar en moltes curses a causa de problemes de Ferrari amb els nous pneumàtics de Michelin i a la seva poca experiència en la categoria. Ferrari però va reiterar la confiança en ell i Gilles va aconseguir la seva primera victòria al Gran Premi del Canadà de 1978 davant del seu públic.
Villeneuve va formar equip amb Jody Scheckter l'any 1979 després que Carlos Reutemann fitxes pel Lotus. L'equip en aquella temporada va acabar en primer i segon lloc amb Scheckter batent a Villeneuve per 4 punts tot i que el canadenc va guanyar 3 curses. L'any 1980 va ser desastrós, ja que tot i que Gilles era el màxim favorit de cara al campionat de pilots en les cases d'apostes d'Anglaterra només va poder sumar 6 punts en tota la temporada a causa dels problemes del seu Ferrari 312T5. El seu company d'equip Jody Schekter només va poder sumar un punt en aquella temporada i va decidir retirar-se.
L'any 1981 Ferrari va construir el seu primer cotxe amb motor turbo, el 126C1, tot i que en principi havia de ser una millora gràcies a la seva potència la seva aerodinàmica va resultar molt pobre. Villeneuve, acompanyat per Didier Pironi, va guanyar dues curses tot i no ser considerat favorit a les curses de Mònaco i Espanya. L'any 1982 de nou tornaren els problemes mecànics per a Gilles i a més a Imola va ser avançat pel seu company d'equip quan liderava la cursa. Això va originar l'anomenada discussió amb Pironi. Posteriorment Gilles va morir a la qualificació per a la següent cursa que era a Bèlgica.

### Discussió amb Pironi
Gilles era a priori un dels favorits per al campionat de l'any 1982, ja que era considerat el millor pilot de Formula 1 que competia en aquell moment. Quan liderava el Gran Premi de San Marino, (GP boicotejat per alguns equips a causa de problemes entre la FISA i la FOCA) en segona posició estava el seu company d'equip Didier Pironi. Didier i Gilles tenien un pacte verbal, qui arribes primer a la primera volta no seria avançat pel seu company d'equip durant tota la cursa. A les últimes voltes del GP quan ambdós pilots ja estaven administrant l'avantatge aconseguida i estalviant gasolina per assegurar les seves posicions Pironi va avançar a Gilles en diverses ocasions però Gilles recuperava la posició fàcilment i dins del pacte semblava que Pironi estes intentant donar espectacle per al públic però res que fos estrany. Malgrat això finalment Pironi va ignorar aquest pacte i va avançar a Gilles durant l'última volta guanyant així la cursa i restant opcions per al campionat de Gilles. Villeneuve es va sentir enfadat i va decidir no parlar més a Pironi.

### L'accident
En la qualificació de la següent cursa, el 8 de maig de 1982, en el Gran Premi de Bèlgica que llavors es feia a Zolder Villeneuve estava intentant batre la volta ràpida marcada pel seu company d'equip Pironi. En el seu últim intent per a superar el temps de Pironi Gilles va prendre massa riscos i es va accidentar amb el March-Ford de Jochen Mass. La roda frontal esquerra del vehicle de Gilles va contactar amb la roda del cotxe de Jochen i el cotxe del canadenc a causa de l'impacte va sortir volant amb violència. El fort impacte va deixar només integra la cabina del vehicle però el pilot va sortir disparat contra les tanques de seguretat. Quan l'equip mèdic va arribar el pilot ja no respirava i les seves ferides eren fatals. En realitat la seva mort tot i ser sorprenent no va ser del tot inesperada a causa de l'estil sempre al límit de Gilles però si que va produir una gran tristesa dins el paddock i fins i tot un dels seus màxims rivals, René Arnoux, va admetre que va plorar en veure les conseqüències de l'accident.

### Després de la seva mort
Villeneuve des de la seva mort és una de les icones de la Formula 1. La seva determinació per a la victòria era molt gran i sovint forçava massa en les seves voltes ràpides o feia avançaments temeraris. Així aquest estil de pilotatge espectacular el va fer molt popular entre els aficionats de la Formula 1 que sovint es queixen de la falta d'atreviment dels pilots de la categoria. Després del seu tràgic accident Ronnie Peterson va passar a ser considerat el pilot més temerari de la categoria.
Durant el seu funeral a Berthierville el seu antic company d'equip, Jody Scheckter,va declarar: "Trobaré a faltar a Gilles per dos motius. En primer lloc, ell era el pilot més ràpid de la història de l'automobilisme. En segon lloc, ell era l'home més sincer que mai he conegut. Però no se n'ha anat. El record del que ha fet i del que ha aconseguit sempre hi serà."
En realitat l'estil de Villeneuve és encara recordat per molts aficionats de la Formula 1 com ho demostren les diverses pàgines d'homenatge que es poden trobar a Internet. També hi ha una escultura de bronze d'ell a l'entrada del circuit de proves de Ferrari, una corba del GP d'Imola on el pilot es va accidentar durant la seva carrera (ara és una chicane) s'anomena "Curva Gilles Villeneuve".
El circuit de la Île Notre-Dame, Mont-real, on es disputen el Gran Premi del Canadà de la Formula 1 i el Grand Prix de Montreal de la Champ Car va ser reanomenat per Circuit Gilles Villeneuve l'any 1982. Al seu poble natal,Berthierville,es va obrir un museu l'any 1992 i hi ha una estàtua d'ell a un parc de la rodalia. Villeneuve va entrar al Canadian Motorsport Hall of Fame en la seva sessió inaugural al Four Seasons Hotel de Toronto el 19 d'agost de 1993. I durant el juny de 1997 es va editar un segell al Canadà en honor seu.
Actualment encara hi ha una gran demanda de productes sobre Gilles Villeneuve i s'han escrit diversos llibres sobre ell. El número 27, el que va usar a Ferrari durant diversos anys, el tenen associat molts dels seus fans. Jean Alesi, pilot que pel seu estil de pilotatge molts aficionats comparaven amb Gilles, va fer servir el número 27 en el seu pas per la Scuderia i el seu fill Jacques també usava el 27 durant les seves curses a la Indycar. L'any 2005 es va anunciar una pel·lícula basada en la seva biografia. La pel·lícula serà produïda per Gerald Donaldson i possiblement s'estrenarà l'any 2007.

## Resultats a la Fórmula 1[13]
(key) (En negreta indica pole position)
| Any  | Equip   | 1        | 2       | 3        | 4        | 5       | 6     | 7       | 8       | 9       | 10      | 11      | 12      | 13      | 14      | 15      | 16     | 17      | Equip   | WDC | Punts |
| ---- | ------- | -------- | ------- | -------- | -------- | ------- | ----- | ------- | ------- | ------- | ------- | ------- | ------- | ------- | ------- | ------- | ------ | ------- | ------- | --- | ----- |
| 1977 | McLaren | ARG      | BRA     | RSA      | USAW     | ESP     | MON   | BEL     | SWE     | FRA     | GBR 11  | DEU     | AUT     | HOL     | ITA     | USA     | CAN 12 | JPN Ret | Ferrari | -   | 0     |
| 1978 | Ferrari | ARG 8    | BRA Ret | RSA Ret  | USAW Ret | MON Ret | BEL 4 | ESP 10  | SWE 9   | FRA 12  | GBR Ret | DEU 8   | AUT 3   | HOL 6   | ITA 7   | USA Ret | CAN 1  |         | Ferrari | 10è | 17    |
| 1979 | Ferrari | ARG Ret  | BRA 5   | RSA 1    | USAW 1   | ESP 7   | BEL 7 | MON Ret | FRA 2   | GBR 14  | DEU 8   | AUT 2   | HOL Ret | ITA 2   | CAN 2   | USA 1   |        |         | Ferrari | 2n  | 53    |
| 1980 | Ferrari | ARG Ret  | BRA 16  | RSA Ret  | USAW Ret | BEL 6   | MON 5 | FRA 8   | GBR Ret | DEU 6   | AUT 8   | HOL 7   | ITA Ret | CAN 5   | USA Ret |         |        |         | Ferrari | 12è | 6     |
| 1981 | Ferrari | USAW Ret | BRA Ret | ARG Ret  | RSM 7    | BEL 4   | MON 1 | ESP 1   | FRA Ret | GBR Ret | DEU 10  | AUT Ret | HOL Ret | ITA Ret | CAN 3   | LAS DSQ |        |         | Ferrari | 7è  | 25    |
| 1982 | Ferrari | RSA Ret  | BRA Ret | USAW DSQ | RSM 2    | BEL DNS | MON   | USAE    | CAN     | DUT     | GBR     | FRA     | GER     | AUT     | SWI     | ITA     | LAS    |         | Ferrari | 16è | 10    |

## Curses destacables
- Dijon 1979
- Zandvoort 1979
- Watkins Glen 1979
- Jarama 1981
- Montreal 1981